# جورجي غولوبوفيتش
جورجي غولوبوفيتش مواليد 20 مايو 1992 في بلغراد، صربيا والجبل الأسود، هو لاعب كرة يد صربي يلعب كجناح أيمن. مثل منتخب صربيا لكرة اليد.

## المسيرة الاحترافية
لعب مع أديمار ليون في الدوري الإسباني في موسم 2012–2013، ثم لعب مع نادي خيخون جوفلانوس لكرة اليد في موسم 2014–2015، ثم لعب مع نادي شلاسك فروتسواف لكرة اليد في الدوري الإسباني في سنة 2015.